# Juillet 1867

## Événements
- Amérique (guerre de la Triple Alliance) : siège d’Humaita au Paraguay (fin en août 1868).
- Accord entre l'empire russe et le khanat de Khodjent. Gouvernement général du Turkestan, avec Tachkent pour capitale.

- 1er juillet :
  - indépendance du Canada ; les colonies du Canada-Uni, du Nouveau-Brunswick, et de la Nouvelle-Écosse se fédèrent pour former le Dominion du Canada.
  - John A. Macdonald devient le 1er premier ministre du Canada.
  - Bismarck devient chancelier confédéral de la Confédération de l'Allemagne du Nord.

- 15 juillet : traité franco-siamois de Bangkok. Le Siam renonce à ses droits sur le Cambodge et reconnaît le protectorat français, mais obtient les provinces de Battambang, Siem Reap et Sisophon. Ratifié le 24 octobre.

- 24 juillet : loi sur les Sociétés anonymes. Statut des coopératives.

## Naissances
- 8 juillet : Käthe Kollwitz, femme sculpteur, graveur, dessinatrice allemande († 22 avril 1945).
- 15 juillet :

| Jean-Baptiste Charcot |

président de la Société de Géographie, explorateur, auteur du Pourquoi pas ?
- 27 juillet : Enrique Granados, compositeur espagnol.

## Décès
- 8 juillet : Benoît Fourneyron, inventeur de la turbine hydraulique (° 1802).
- 14 juillet : Jules de Bonnemaison, peintre français (° 1807).
- 23 juillet : Samuel Bealey Harrison, premier ministre du Canada-Uni.